# Solfatide

La struttura chimica dei solfatidi

I solfatidi (singolare ''il solfatide'') sono esteri idrogeno solforati dei glicosfingolipidi. .Sono cerebrosidi, in cui un gruppo solfato è attaccato al C 3 del residuo glicosilico (glucosio o galattosio ). Il donatore è 3′-fosfoadenosina-5′-fosfosolfato. Si formano principalmente negli oligodendrociti del sistema nervoso centrale dove sono particolarmente abbondanti nella membrana plasmatica dei neuroni (ne costituiscono il 15%).
Un difetto o una carenza dell'arilsolfatasi A secernente solfato e il conseguente accumulo di solfatidi nei lisosomi degli oligodendrociti porta alla leucodistrofia metacromatica che clinicamente si manifestano con arresto dello sviluppo, gravi alterazioni neurologiche, ritardo mentale.